# Tiziano Longo
Tiziano Longo (* 24. April 1924 in Rimini; † 10. Januar 1978) war ein italienischer Filmproduzent und -regisseur.

## Leben
Longo war bereits 1943 als Darsteller in Luis Trenkers Monte Miracolo beim Film aktiv und gründete nach dem Zweiten Weltkrieg zahlreiche Produktionsgesellschaften, mit denen er kleinere und kleine Filme ohne große Budgets förderte, bis 1958 als Produktionsleiter, dann als Produzent. Mehrere Male arbeitete er mit Fernando Di Leo und Nello Rossati zusammen. Nachdem er 1964 als Regisseur einen kaum beachteten und verbreiteten Kinderfilm vorgelegt hatte, folgte 1973 eine Erotikkomödie nach eigenem Drehbuch, der ähnliche Werke bis 1975 folgten. Dann widmete er sich in drei Filmen dem in jenen Jahren finanziell erfolgversprechenden neapolitanischen Umfeld, das auch Mario Merola, Ciro Ippolito und Alfonso Brescia bearbeiteten. Nach 1977 zog sich Longo aus dem aktiven Geschäft zurück.

## Filmografie (Auswahl)

### Produzent
- 1962: Robin Hood – Der Löwe von Sherwood (Il trionfo di Robin Hood)
- 1968: Die Unbefriedigte (Brucia, ragazzo, brucia)

### Regisseur
- 1964: Michelino Cuchiarella
- 1973: Sedicianni
- 1977: Onore e guapparia